# Alte Rheinbrücke (Bonn)

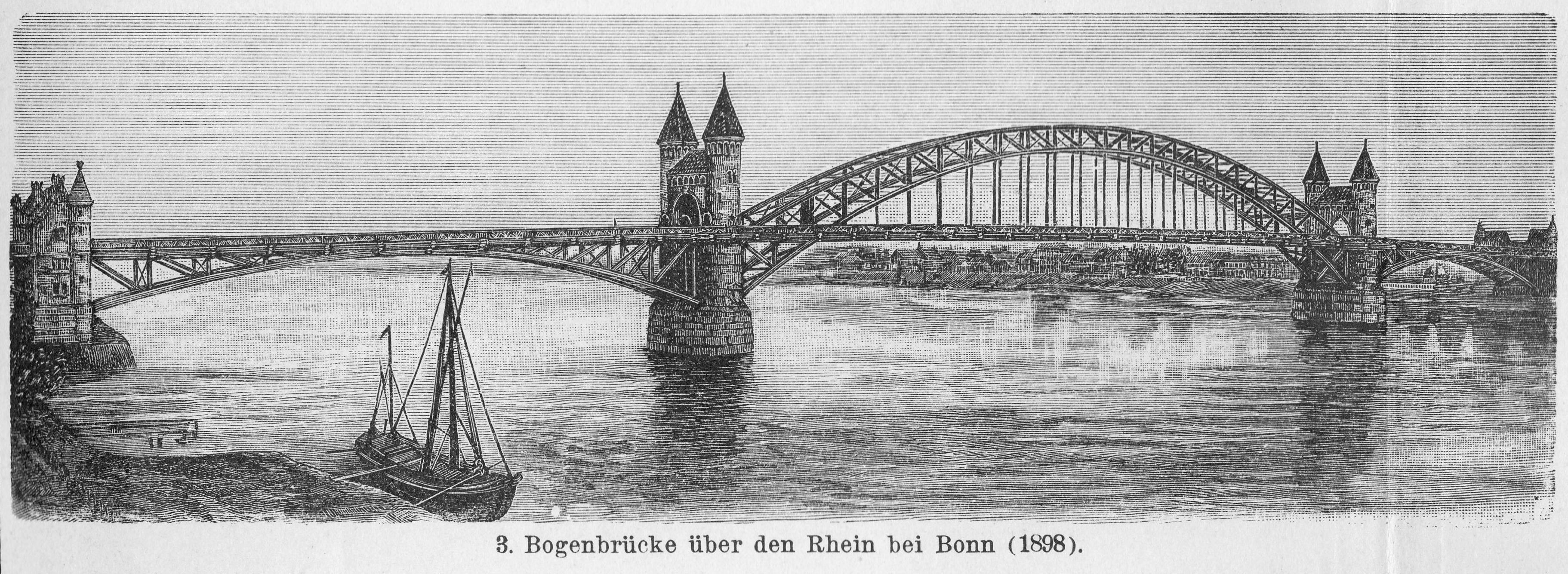
Stich der alten Rheinbrücke in Bonn (um 1900)

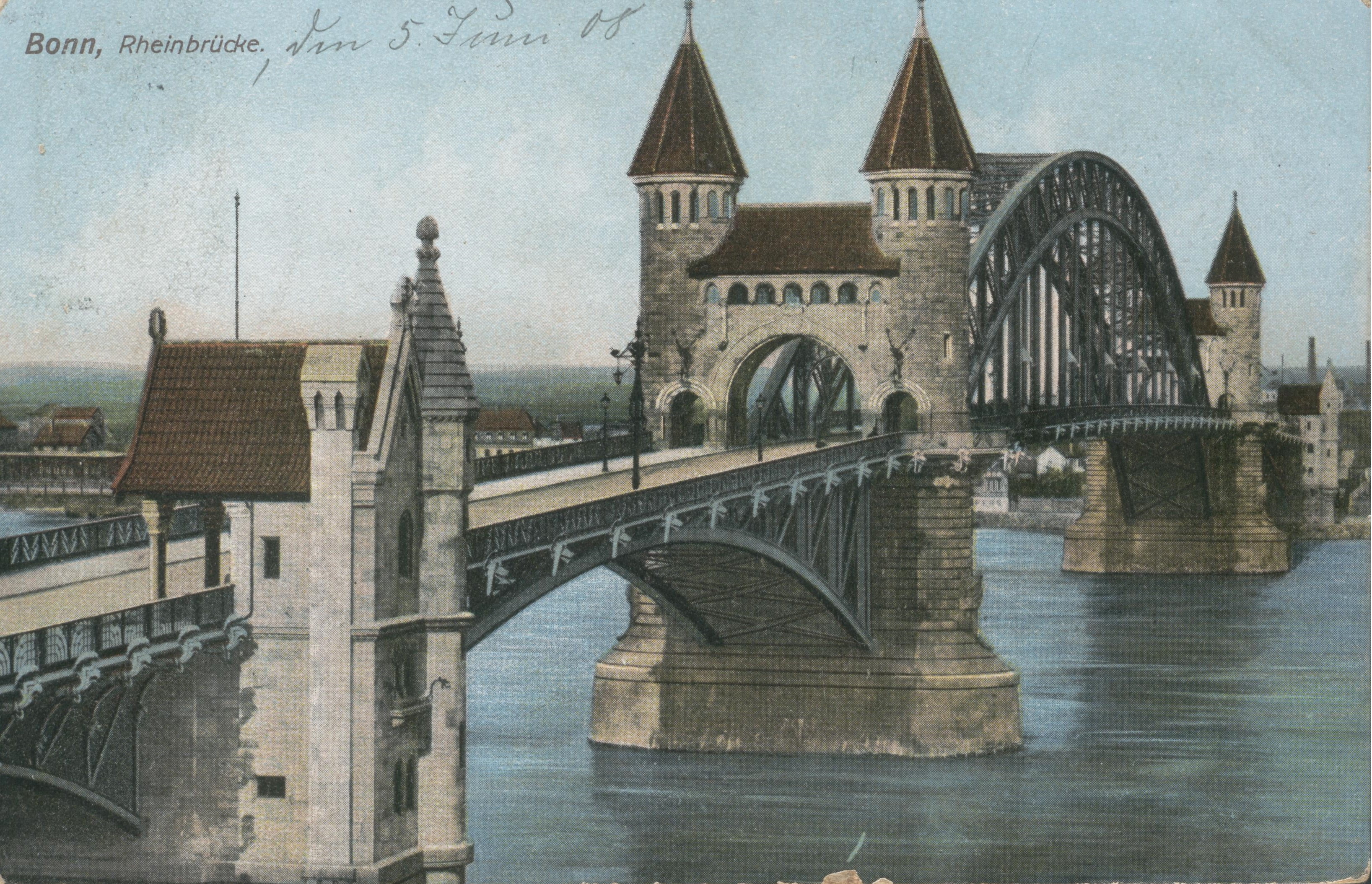
Rheinbrücke (ca. 1908)

Als Alte Rheinbrücke wird die erste Bonner Rheinbrücke bezeichnet, die von 1898 bis 1945 bestand und die linksrheinische Stadt Bonn mit der rechtsrheinischen Gemeinde Vilich verband. Auf den Pfeilern des am Ende des Zweiten Weltkriegs zerstörten Bauwerks wurde 1948/1949 eine neue Rheinbrücke errichtet, die 1963 den Namen Kennedybrücke erhielt.

## Geschichte
Bereits im 17. Jahrhundert bestand in diesem Bereich eine regelmäßige Fährverbindung in Form einer Gierseilfähre (Gierponte). Die damalige Stadt Bonn plante seit 1889 eine Brücke zum rechten Rheinufer zu bauen. Das ständig wachsende Verkehrsaufkommen zwischen beiden Flussufern konnte durch den bestehenden Fährverkehr nicht mehr bewältigt werden. Hinzu kamen noch Behinderungen durch Hoch- und Niedrigwasser, Nebel, Eisgang und Dunkelheit.
1894 nahmen die Bonner dann mit der Gemeinde Vilich (Beuel) Gespräche über den Bau einer Rheinbrücke auf. Bis zur Einweihung der ersten Rheinbrücke an dieser Stelle musste zunächst noch ein Rechtsstreit mit der Fähraktiengesellschaft (Gemeinschaft der sog. Fährbeerbten), die in diesem Rheinabschnitt die Fährrechte besaß, beigelegt werden. Am 13. Mai 1896 konnte sich die Stadt Bonn mit den Fährbeerbten auf eine Abfindung von 190.000 Mark und eine Entschädigung von weiteren 30.000 Mark einigen. Aufgrund von Streitigkeiten zwischen den beiden Orten der linken und rechten Rheinseite über den genauen Standort der künftigen Brücke wurde nach Fertigstellung der Brücke an einem Brückenpfeiler eine Steinskulptur, das bekannte Brückenmännchen, befestigt.
Nach einigen Schwierigkeiten mit der Finanzierung des Bauvorhabens wurde im Juli 1894 ein Wettbewerb für den Brückenbau ausgeschrieben. Den mit 8.000 Mark dotierten 1. Preis und damit auch den Auftrag, die Brücke zu bauen, erhielt die Gutehoffnungshütte (GHH) in (Oberhausen-)Sterkrade für das von ihrem technischen Leiter Reinhold Krohn gemeinsam mit der Tiefbauunternehmung R. Schneider in Berlin und dem Berliner Architekten Bruno Möhring ausgearbeitete Projekt. Im April 1896 begannen die Gründungsarbeiten, und nach 33 Monaten Bauzeit konnte die Brücke am 17. Dezember 1898 für den Verkehr freigegeben werden. Mit einer Spannweite von 187,92 Metern für den Hauptbogen und einer Gesamtlänge von 432 Metern war sie zur damaligen Zeit die größte Bogenbrücke der Welt und durch ihre Lage vor dem malerischen Siebengebirge wohl auch eine der schönsten Rheinbrücken überhaupt. Die Baukosten von vier Millionen Mark wurden von der Stadt Bonn mit einer öffentlichen Anleihe bestritten. Die neue Brücke war damit die erste große Eisenbrücke über den Rhein, die von einer einzelnen Stadtgemeinde finanziert wurde. Von Beginn an mussten alle Passanten einen Brückenzoll von zwei Pfennig entrichten. Dieser entfiel zunächst 1927 für Kraftfahrzeuge und dann 1938 für alle anderen Benutzer.
Ab dem 21. Mai 1902 fuhr die erste elektrische Straßenbahn der Stadt von der damaligen Brückenstraße aus über die Brücke und verband die Bahnhöfe auf beiden Seiten des Rheins miteinander.

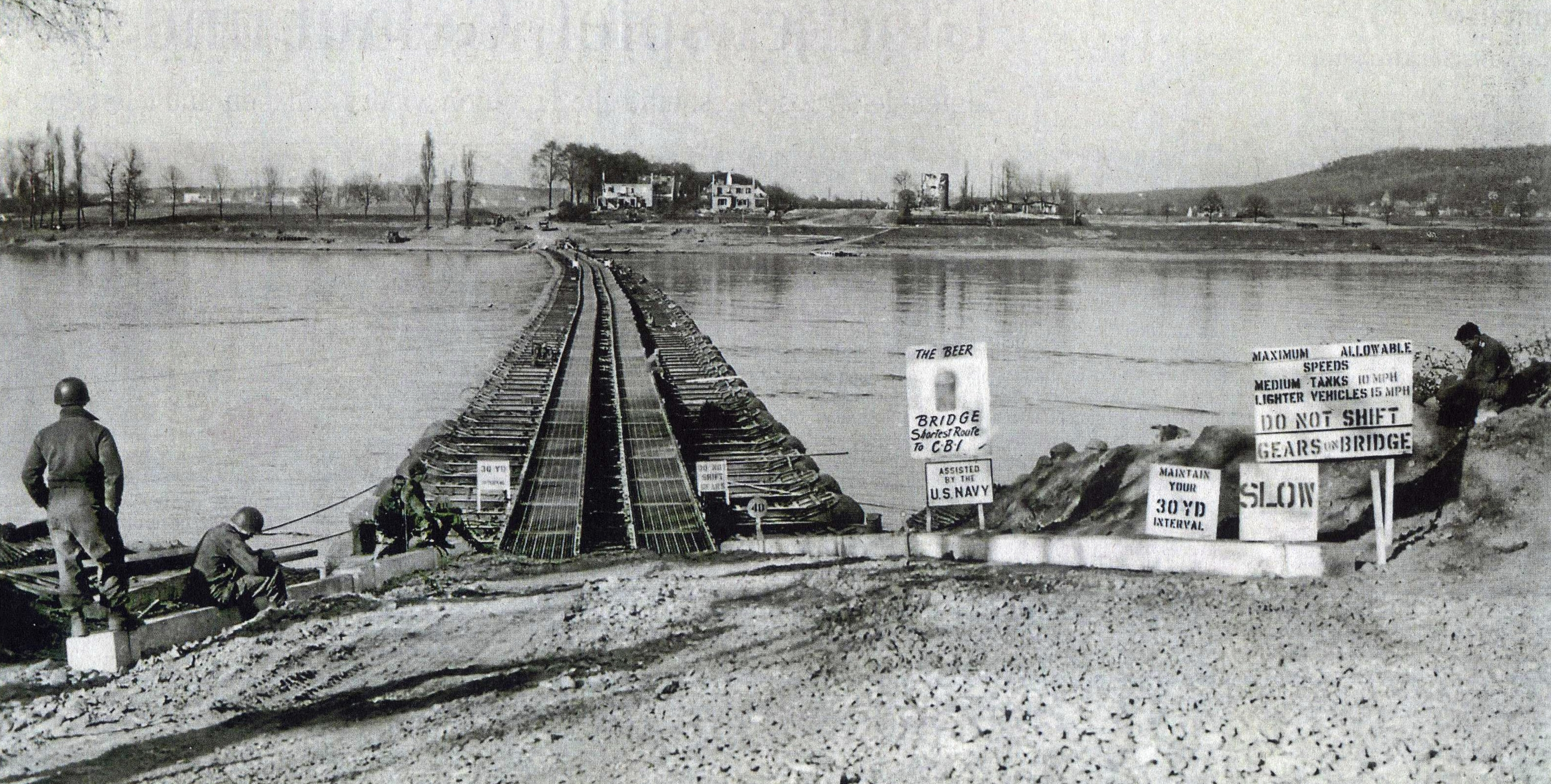
Pontonbrücke („Beer-Bridge“) von der Gronau nach Limperich, März 1945

In der Zeit des Nationalsozialismus erhielt die Brücke den Namen „Klaus-Clemens-Brücke“ (nach dem Bonner SA-Mann Klaus Clemens). Am 8. März 1945, zwei Monate vor dem Ende des Zweiten Weltkriegs, wurde Bad Godesberg übergeben. Am Abend dieses Tages wurde die „Alte Rheinbrücke“ gegen 20.20 Uhr gesprengt. Die Wehrmacht war vor heranrückenden alliierten Kampfverbänden (Operation Lumberjack) über den Rhein ausgewichen. Die Stadt Bonn wurde am 9. März um 9:00 Uhr übergeben; nach der Eroberung der Brücke von Remagen durch die US-Truppen am 7. März erschien die Sprengung militärisch sinnlos. Das 237. US-Pionierbataillon errichtete am 21. März eine Pontonbrücke von der Gronau nach Limperich.
Ab August 1945 befasste sich der Bonner Bauausschuss mit dem Bau einer neuen Brücke. Sie wurde auf den fast unversehrten Land- und Strompfeilern alten Rheinbrücke errichtet. Am 12. November 1949 wurde die neue Rheinbrücke eröffnet; am 2. Dezember 1963 erhielt sie den Namen „Kennedybrücke“ nach dem am 22. November 1963 ermordeten US-amerikanischen Präsidenten John F. Kennedy.

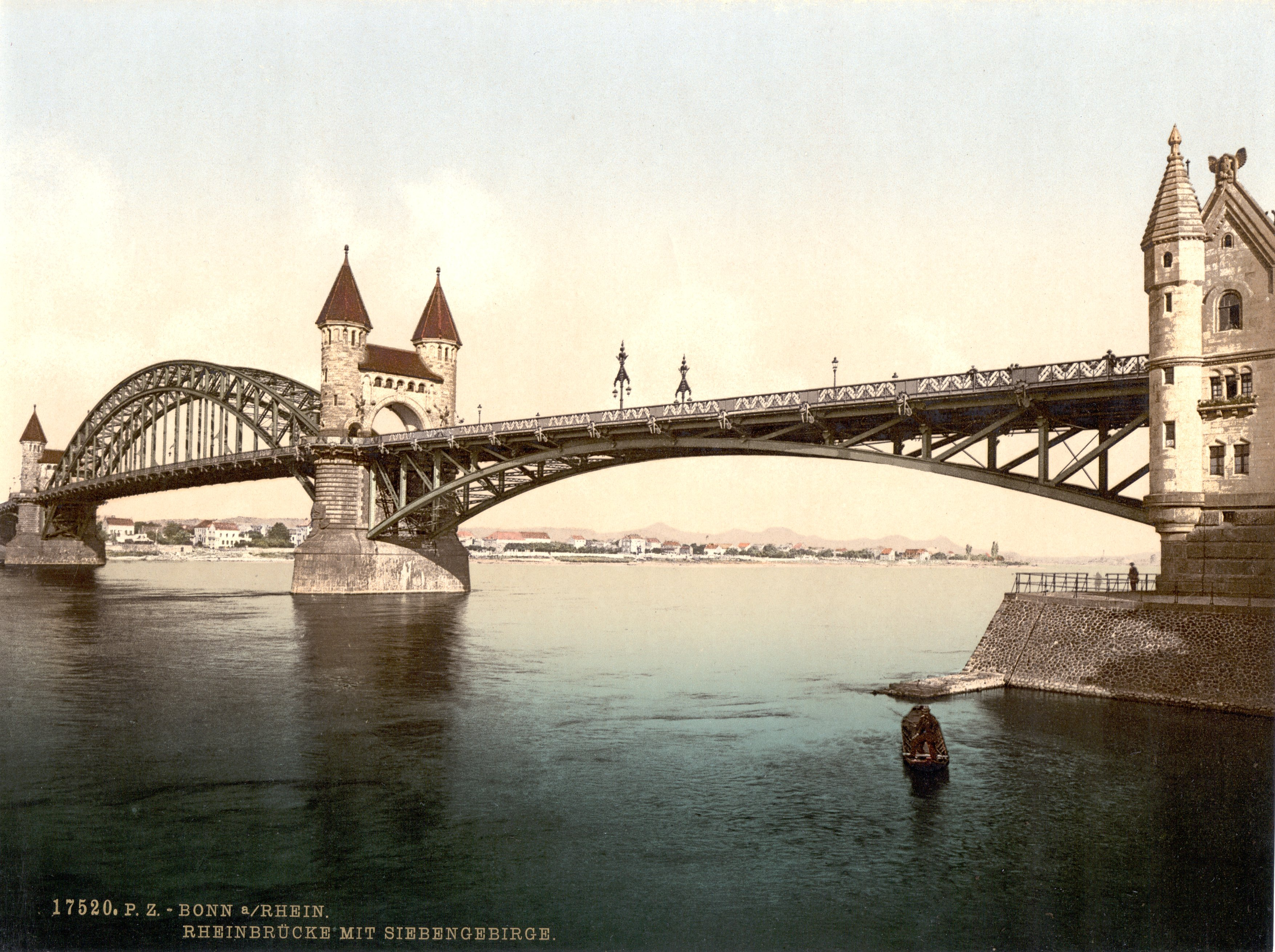
Alte Rheinbrücke (um 1900)
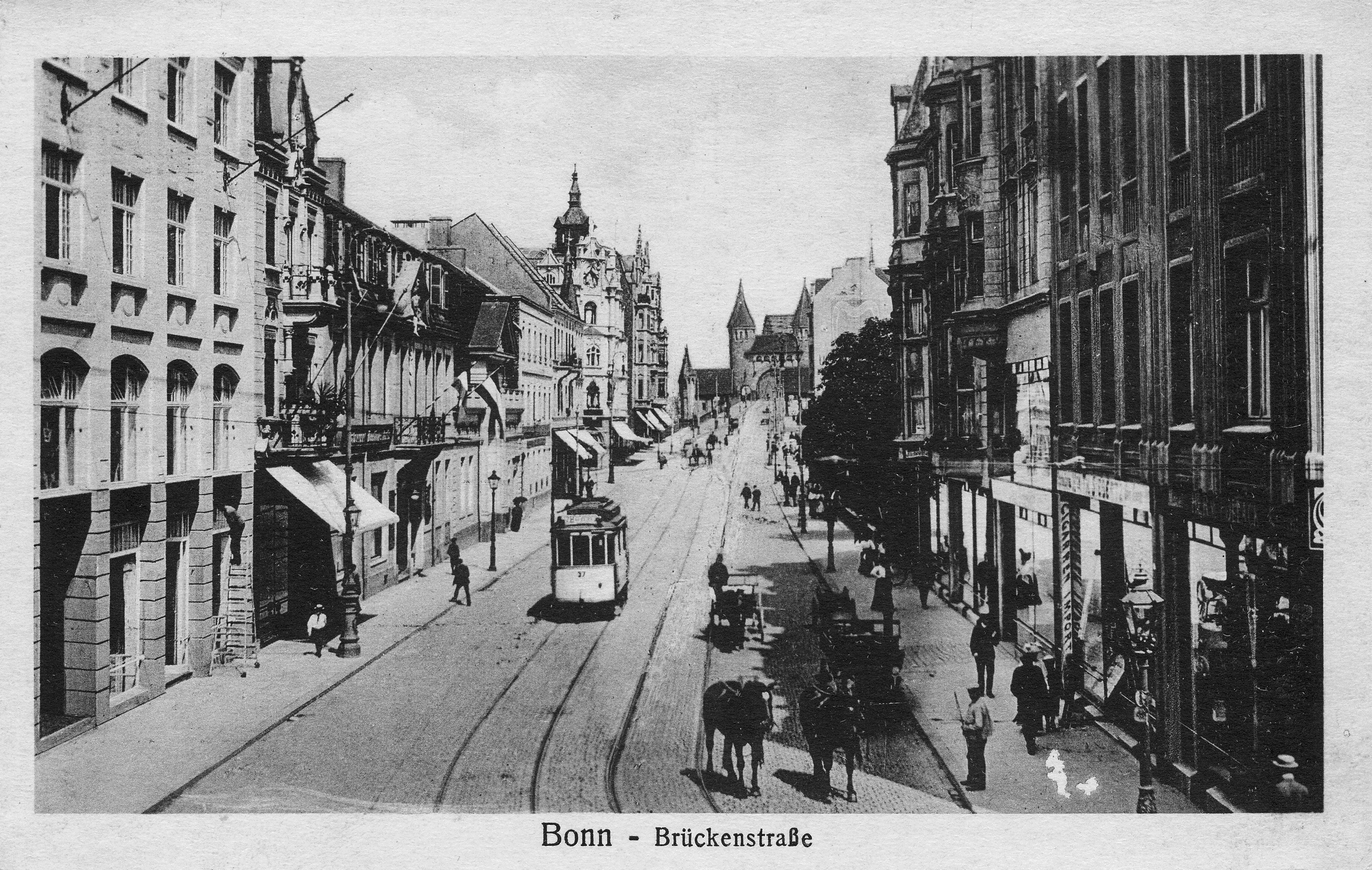
Ansichtskarte der ehemaligen Brückenstraße in Bonn (um 1910)
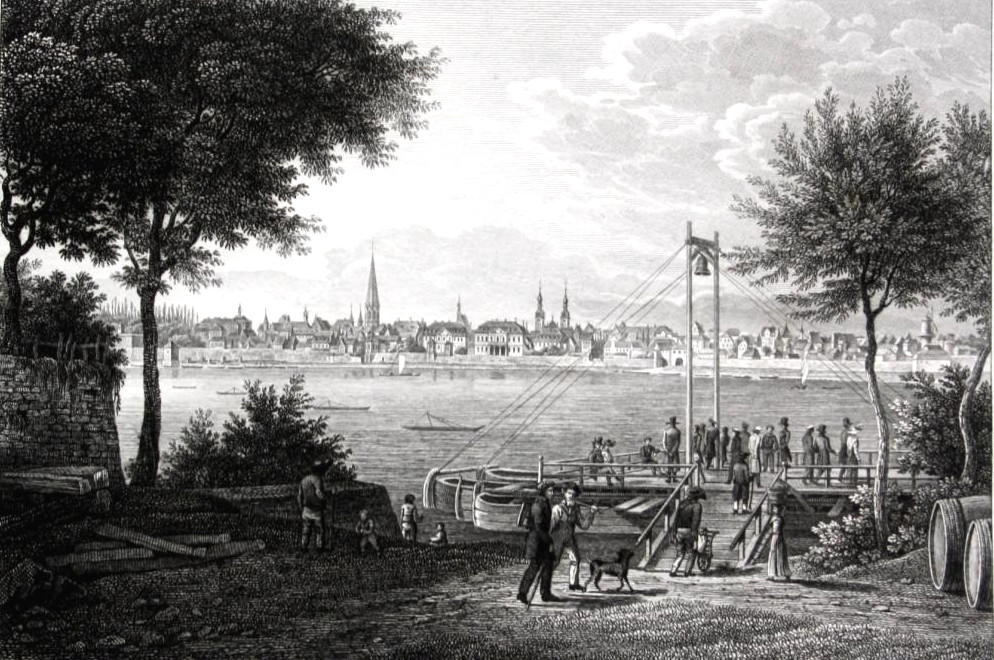
Gierponte Bonn–Vilich 1676
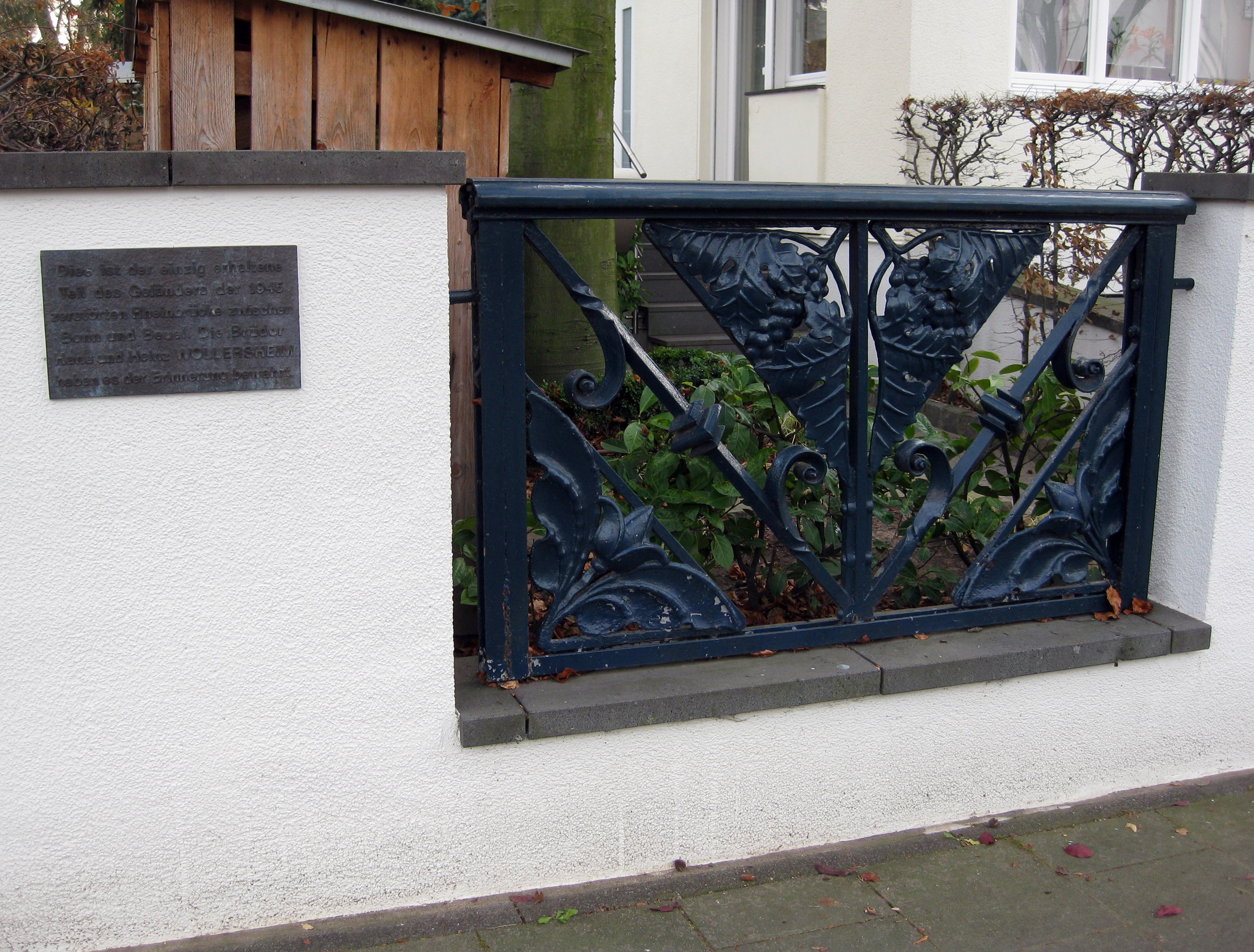
Eines der wenigen erhaltenen Teile des Brückengeländers, integriert in eine Grundstücksmauer in Beuel (2011)
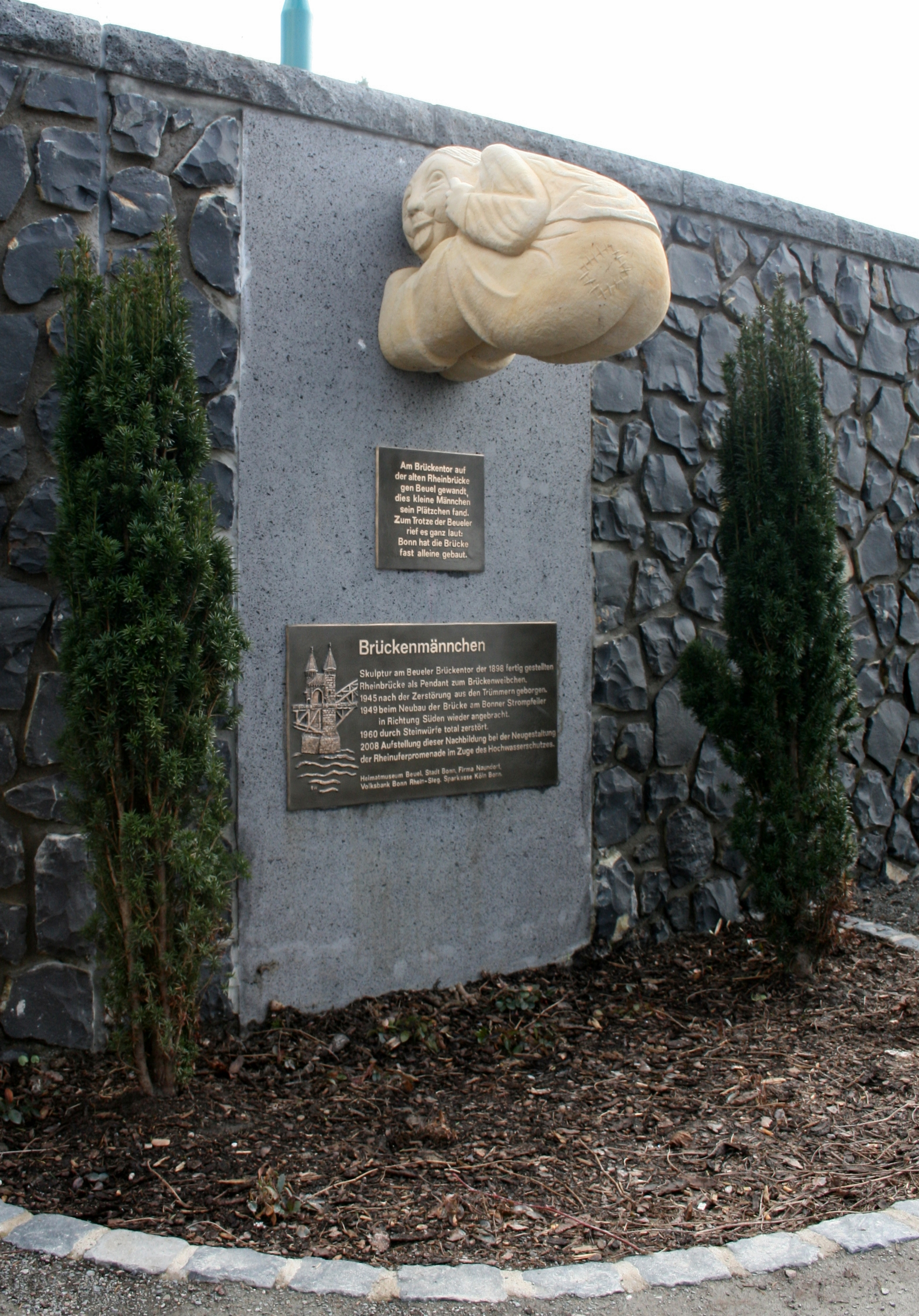
Das Bröckemännche hing am Bonner Brückentor auf der Rheinbrücke.
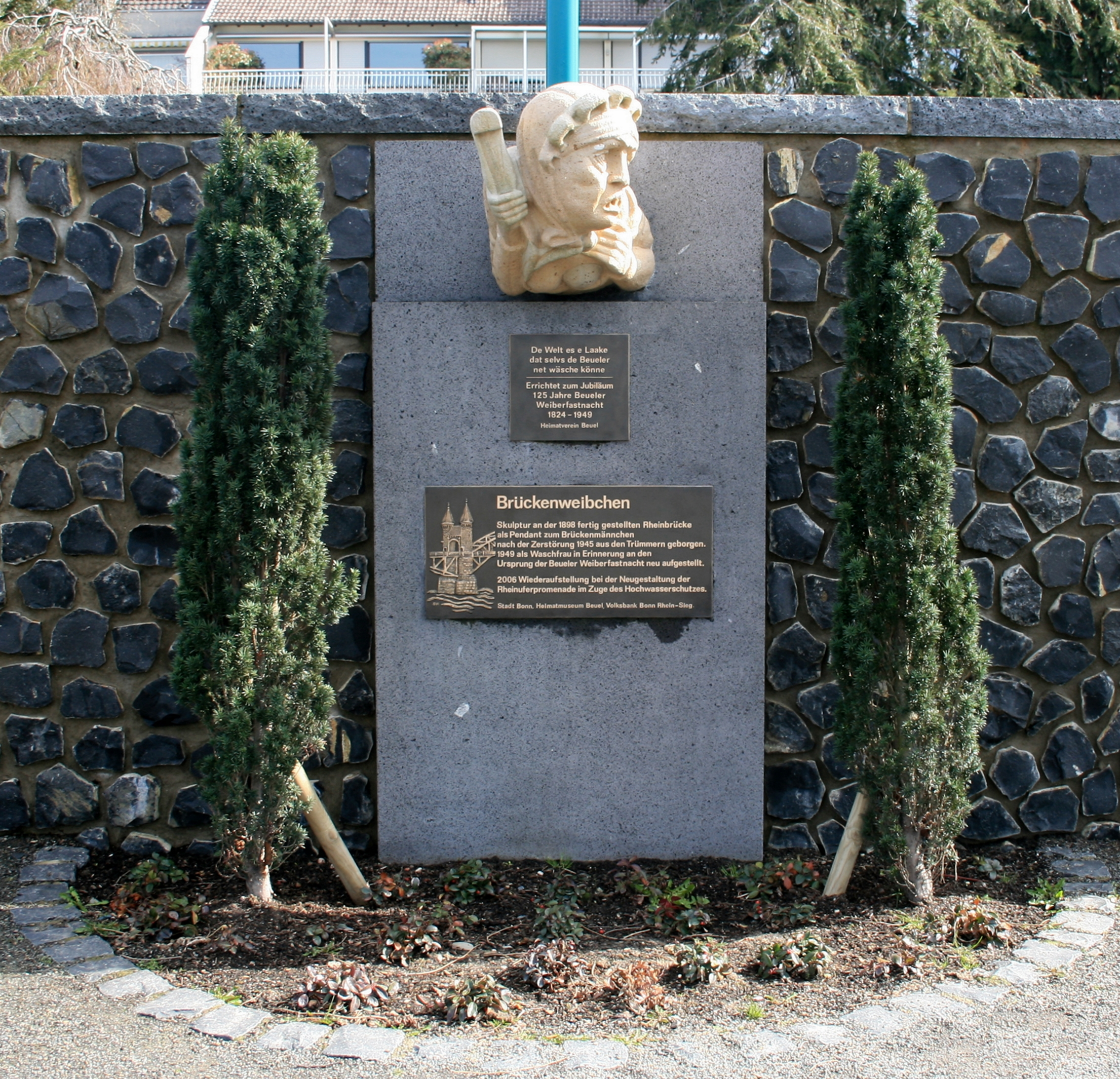
Das Brückenweibchen hing als Gegenstück zum Bröckemännche an der Beueler Seite.